# Lista över avsnitt av Star Trek: Voyager
Detta är en påbörjad lista över avsnitt från TV-serien Star Trek: Voyager, som ursprungligen sändes 1995-2001 i UPN. Sammanlagt producerades 172 avsnitt.

## Översikt
| Säsong | Säsong | Avsnitt | Avsnitt | Originalvisning       | Originalvisning      |
| Säsong | Säsong | Avsnitt | Avsnitt | Första sändningsdatum | Sista sändningsdatum |
| ------ | ------ | ------- | ------- | --------------------- | -------------------- |
|        | 1      | 16      | 16      | 16 januari 1995       | 22 maj 1995          |
|        | 2      | 26      | 26      | 28 augusti 1995       | 20 maj 1996          |
|        | 3      | 26      | 26      | 4 september 1996      | 21 maj 1997          |
|        | 4      | 26      | 26      | 3 september 1997      | 20 maj 1998          |
|        | 5      | 26      | 26      | 14 oktober 1998       | 26 maj 1999          |
|        | 6      | 26      | 26      | 22 september 1999     | 24 maj 2000          |
|        | 7      | 26      | 26      | 4 oktober 2000        | 23 maj 2001          |

## Avsnitt

### Säsong 1 (1995)
| Nr i serien | Nr i säsongen | Titel               | Stardate | Regissör         | Manus                                    | Originalvisning (USA) | Originalvisning (Sverige) | Tittarsiffror (miljoner) |
| --- | ------------- | ------------------- | -------- | ---------------- | ---------------------------------------- | --------------------- | ------------------------- | ------------------------ |
| 12 | 101102        | "Caretaker"         | 48315.6  | Winrich Kolbe    | Michael Piller & Jeri Taylor             | 16 januari 1995       | 15 juni 1998              | 21.3                     |
| Janeway och hennes besättning ombord på USS Voyager är på ett uppdrag i Badlands när de tillsammans med ett Maquisskepp träffas av en enorm energivåg och båda skeppen hamnar i Deltakvadranten som ligger över 70 000 ljusår från hembasen. I denna outforskade del av universum dras besättningen in i en uråldrig konflikt mellan Ocampafolket och Kazonerna. Efter att ha hamnat i konflikten mellan Ocampafolket och Kazonerna bestämmer sig Janeway för att ingripa med hjälp av besättningen på Maquisskeppet. |               |                     |          |                  |                                          |                       |                           |                          |
| 3 | 103           | "Parallax"          | 48439.7  | Kim Friedman     | Brannon Braga                            | 23 januari 1995       | 23 juni 1998              | 14.6                     |
| Voyager fastnar i ett svart håls händelsehorisont. |               |                     |          |                  |                                          |                       |                           |                          |
| 4 | 104           | "Time and Again"    | 48498.7  | Les Landau       | David Kemper & Michael Piller            | 30 januari 1995       | 25 juni 1998              | 13.9                     |
| Janeway och Tom Paris skickas tillbaka i tiden innan en utomjordisk stad är förstörd. Tillsammans försöker de förhindra den explosion som kommer förinta staden. |               |                     |          |                  |                                          |                       |                           |                          |
| 5 | 105           | "Phage"             | 48532.4  | Winrich Kolbe    | Skye Dent & Brannon Braga                | 6 februari 1995       | 30 juni 1998              | 13.5                     |
| En utomjordisk art (Vidiianerna) har specialiserat sig på att stjäla olika organ. De stjäl Neelixs lungor och lämnar honom att dö. |               |                     |          |                  |                                          |                       |                           |                          |
| 6 | 106           | "The Cloud"         | 48546.2  | David Livingston | Tom Szollosi & Michael Piller            | 13 februari 1995      | 2 juli 1998               | 11.2                     |
| Voyagers besättning besöker en nebulosa för att ta prover. Väl där upptäcker de att nebulosan är en levande organism. |               |                     |          |                  |                                          |                       |                           |                          |
| 7 | 107           | "Eye of the Needle" | 48579.4  | Winrich Kolbe    | Bill Dial & Jeri Taylor                  | 20 februari 1995      | 7 juli 1998               | 11.7                     |
| Voyagers besättning upptäcker ett mikro-maskhål som leder till alfakvadranten och besättningen lyckas kontakta ett romulanskt skepp på andra sidan. |               |                     |          |                  |                                          |                       |                           |                          |
| 8 | 108           | "Ex Post Facto"     | Okänt    | LeVar Burton     | Evan Carlos Somers & Michael Piller      | 27 februari 1995      | 9 juli 1998               | 11.8                     |
| Tom Paris beskylls för ett mord i en utomjordisk värld och Tuvok måste rentvå honom innan hans straff fullbordas. |               |                     |          |                  |                                          |                       |                           |                          |
| 9 | 109           | "Emanations"        | 48623.5  | David Livingston | Brannon Braga                            | 13 mars 1995          | 14 juli 1998              | 10.3                     |
| Harry Kim transporteras till en utomjordisk värld samtidigt som en död kropp kommer ombord på Voyager. |               |                     |          |                  |                                          |                       |                           |                          |
| 10 | 110           | "Prime Factors"     | 48642.5  | Les Landau       | Michael Perricone & George Elliot        | 20 mars 1995          | 16 juli 1998              | 10.7                     |
| En främmande art besitter en teknologi som skulle kunna halvera tiden det tar för Voyager att resa hem men vägrar att dela med sig av den. |               |                     |          |                  |                                          |                       |                           |                          |
| 11 | 111           | "State of Flux"     | 48658.2  | Robert Scheerer  | Chris Abbott                             | 10 april 1995         | 25 februari 1999          | 10.0                     |
| Besättningen upptäcker att Seska har arbetat som cardassiansk spion och har gett Kazonerna information som hjälper dem i kampen emot Voyager. |               |                     |          |                  |                                          |                       |                           |                          |
| 12 | 112           | "Heroes and Demons" | 48693.2  | Les Landau       | Naren Shankar                            | 24 april 1995         | 21 juli 1998              | 6.4                      |
| The Doctor måste rädda några ur besättningen som förvandlats till energi i holodäcket då de startat hologram-programmet Beowulf. |               |                     |          |                  |                                          |                       |                           |                          |
| 13 | 113           | "Cathexis"          | 48734.2  | Kim Friedman     | Brannon Braga                            | 1 maj 1995            | 23 juli 1998              | 10.0                     |
| En utomjordisk kraft tar över besättningens kroppar och Chakotay lämnas hjärndöd efter att någonting attackerat hans rymdskyttel. |               |                     |          |                  |                                          |                       |                           |                          |
| 14 | 114           | "Faces"             | 48784.2  | Winrich Kolbe    | Kenneth Biller                           | 8 maj 1995            | 28 juli 1998              | 8.7                      |
| Voyager kommer återigen i kontakt med vidiianerna som försöker övertala B'Elanna Torres att bli en fullblodsklingon då de är övertygade om att klingon-DNA ska kunna bota den sjukdom som alla vidiianer lider av. |               |                     |          |                  |                                          |                       |                           |                          |
| 15 | 115           | "Jetrel"            | 48832.1  | Kim Friedman     | Jack Klein, Karen Klein & Kenneth Biller | 15 maj 1995           | 30 juli 1998              | 8.2                      |
| En medlem av Haakonian Order kommer ombord på Voyager vilket irriterar Neelix då det är de som har dödat hela hans familj. |               |                     |          |                  |                                          |                       |                           |                          |
| 16 | 116           | "Learning Curve"    | 48846.5  | David Livingston | Ronald Wilkerson & Jean Louise Matthias  | 22 maj 1995           | 4 augusti 1998            | 8.3                      |
| Tuvok tränar flera medlemmar av besättningen som tidigare tillhörde maquis då de inte lyckats integrera sig med stjärnflottans besättning. |               |                     |          |                  |                                          |                       |                           |                          |

### Säsong 2 (1995–96)
| Nr i serien | Nr i säsongen | Titel                   | Stardate | Regissör         | Manus                                                | Originalvisning (USA) | Originalvisning (Sverige) | Tittarsiffror (miljoner) |
| --- | ------------- | ----------------------- | -------- | ---------------- | ---------------------------------------------------- | --------------------- | ------------------------- | ------------------------ |
| 17 | 201           | "The 37s"               | 48975.1  | James L. Conway  | Jeri Taylor & Brannon Braga                          | 28 augusti 1995       | 6 augusti 1998            | 7.5                      |
| Voyager upptäcker en lastbil som svävar runt i rymden. När de försöker ta reda på var lastbilen kommer ifrån gör de en ännu mer häpnadsväckande upptäckt. |               |                         |          |                  |                                                      |                       |                           |                          |
| 18 | 202           | "Initiations"           | 49005.3  | Winrich Kolbe    | Kenneth Biller                                       | 4 september 1995      | 11 augusti 1998           | 5.9                      |
| Chakotay tillfångatas av kazonerna och han beordras döda den unga kazonen som inte lyckades döda honom.                                                   |               |                         |          |                  |                                                      |                       |                           |                          |
| 19 | 203           | "Projections"           | 48892.1  | Jonathan Frakes  | Brannon Braga                                        | 11 september 1995     | 13 augusti 1998           | 6.1                      |
| Doktorn är med om en olycka som gör att han tror att han är Lewis Zimmerman och att hans tid på Voyager bara varit en hologramsimulation.                 |               |                         |          |                  |                                                      |                       |                           |                          |
| 20 | 204           | "Elogium"               | 48921.3  | Winrich Kolbe    | Kenneth Biller & Jeri Taylor                         | 18 september 1995     | 4 mars 1999               | 5.7                      |
| En märklig livsform Voyager får Kes att gå in i en Ocampa-fas som heter Elogium. Detta blir snabbt en påfrestning för hennes relation till Neelix.        |               |                         |          |                  |                                                      |                       |                           |                          |
| 21 | 205           | "Non Sequitur"          | 49009.9  | David Livingston | Brannon Braga                                        | 25 september 1995     | 18 mars 1999              | 6.0                      |
| Harry Kim vaknar upp på 2300-talet i San Francisco utan att det finns någon information om hans koppling till Voyager.                                    |               |                         |          |                  |                                                      |                       |                           |                          |
| 22 | 206           | "Twisted"               | 48945.8  | Kim Friedman     | Kenneth Biller, Arnold Rudnick & Rich Hosek          | 2 oktober 1995        | 11 mars 1999              | 5.6                      |
| Voyager stöter samman med en oförklarlig rymdvåg. Det märkliga fenomenet påverkar allt ombord och Voyagers inre förvandlas till labyrinter.               |               |                         |          |                  |                                                      |                       |                           |                          |
| 23 | 207           | "Parturition"           | 49019.1  | Jonathan Frakes  | Tom Szollosi                                         | 9 oktober 1995        | 25 mars 1999              | 5.9                      |
| Neelix och Tom Paris blir osams om Kes då de båda är förälskade i henne. Trots det så skickas de iväg på ett uppdrag tillsammans.                         |               |                         |          |                  |                                                      |                       |                           |                          |
| 24 | 208           | "Persistence of Vision" | 49037.2  | James L. Conway  | Jeri Taylor                                          | 30 oktober 1995       | 1 april 1999              | 6.1                      |
| En utomjording får besättningen ombord på Voyager att börja hallucinera.                                                                                  |               |                         |          |                  |                                                      |                       |                           |                          |
| 25 | 209           | "Tattoo"                | 49101.3  | Alexander Singer | Larry Brody                                          | 6 november 1995       | 8 april 1999              | 5.8                      |
| Chakotay möter en icke-mänsklig ras som har samma tatueringar i pannan som han själv.                                                                     |               |                         |          |                  |                                                      |                       |                           |                          |
| 26 | 210           | "Cold Fire"             | 49176.5  | Cliff Bole       | Brannon Braga                                        | 13 november 1995      | 15 april 1999             | 6.0                      |
| En ocampa hjälper Kes att utforska sina mentala förmågor samtidigt som besättningen upptäcker något som ser ut att vara Caretakers kvinnliga motpart.     |               |                         |          |                  |                                                      |                       |                           |                          |
| 27 | 211           | "Maneuvers"             | 49208.5  | David Livingston | Kenneth Biller                                       | 20 november 1995      | 22 april 1999             | 5.4                      |
| Kazonerna bordar Voyager och stjäl en transporteringsmodul som ett försök för att ena de kazonska sekterna.                                               |               |                         |          |                  |                                                      |                       |                           |                          |
| 28 | 212           | "Resistance"            | 49234.1  | Winrich Kolbe    | Lisa Klink                                           | 27 november 1995      | 29 april 1999             | 5.9                      |
| Tuvok och B'Elanna Torres misstas för att vara med i motståndsrörelsen under ett försök att få Telerium till Voyagers motorer.                            |               |                         |          |                  |                                                      |                       |                           |                          |
| 29 | 213           | "Prototype"             | 49270.9  | Jonathan Frakes  | Nicholas Corea                                       | 15 januari 1996       | 6 maj 1999                | 4.9                      |
| Besättningen hittar en reparationsrobot som driver runt i rymden.                                                                                         |               |                         |          |                  |                                                      |                       |                           |                          |
| 30 | 214           | "Alliances"             | 49337.4  | Les Landau       | Jeri Taylor                                          | 22 januari 1996       | 13 maj 1999               | 5.4                      |
| Kathryn Janeway försöker skapa en allians med kazonerna för att stärka deras position i deltakvadranten.                                                  |               |                         |          |                  |                                                      |                       |                           |                          |
| 31 | 215           | "Threshold"             | 49373.4  | Alexander Singer | Brannon Braga                                        | 29 januari 1996       | 20 maj 1999               | 6.2                      |
| Tom Paris bryter transwarpgränsen i rymdskytteln Cochrane som är designad att färdas i warp 10. Detta medför dock ett par underliga bieffekter.           |               |                         |          |                  |                                                      |                       |                           |                          |
| 32 | 216           | "Meld"                  | 49380.5  | Cliff Bole       | Michael Sussman & Michael Piller                     | 5 februari 1996       | 3 juni 1999               | 5.1                      |
| För att lugna en besättningsmedlems humör så tvingas Tuvok att genomföra en mind meld.                                                                    |               |                         |          |                  |                                                      |                       |                           |                          |
| 33 | 217           | "Dreadnought"           | 49447    | LeVar Burton     | Gary Holland                                         | 12 februari 1996      | 17 juni 1999              | 6.0                      |
| En väldigt avancerad cardassiansk AI-missil som hade programmerats om av B'Elanna Torres hittas i deltakvadranten.                                        |               |                         |          |                  |                                                      |                       |                           |                          |
| 34 | 218           | "Death Wish"            | 49301.2  | James L. Conway  | Michael Piller                                       | 19 februari 1996      | 24 juni 1999              | 6.8                      |
| Besättningen träffar en medlem av Q-kontinuitet som inte vill vara odödlig längre.                                                                        |               |                         |          |                  |                                                      |                       |                           |                          |
| 35 | 219           | "Lifesigns"             | 49504.3  | Cliff Bole       | Kenneth Biller                                       | 26 februari 1996      | 1 juli 1999               | 5.6                      |
| Doktorn försöker hjälpa en vidiiansk kvinna. |               |                         |          |                  |                                                      |                       |                           |                          |
| 36 | 220           | "Investigations"        | 49485.2  | Les Landau       | Jeri Taylor                                          | 13 mars 1996          | 8 juli 1999               | 4.9                      |
| Besättningen försöker få reda på vem i besättningen som har gett kazonerna hemlig information.                                                            |               |                         |          |                  |                                                      |                       |                           |                          |
| 37 | 221           | "Deadlock"              | 49548.7  | David Livingston | Brannon Braga                                        | 18 mars 1996          | 15 juli 1999              | 5.8                      |
| Voyager flyr undan vidiianska krigsskepp och hamnar i en parallellvärld där de upptäcker ytterligare ett Voyager.                                         |               |                         |          |                  |                                                      |                       |                           |                          |
| 38 | 222           | "Innocence"             | 49578.2  | James L. Conway  | Anthony Williams & Lisa Klink                        | 8 april 1996          | 22 juli 1999              | 5.1                      |
| Tuvok kraschlandar på en måne och upptäcker en grupp övergivna barn.                                                                                      |               |                         |          |                  |                                                      |                       |                           |                          |
| 39 | 223           | "The Thaw"              | 49610.3  | Marvin V. Rush   | Richard Gadas & Joe Menosky                          | 29 april 1996         | 29 juli 1999              | 5.1                      |
| Besättningen finner ett par människor som är sammankopplade mentalt med en dator som lever på deras rädsla.                                               |               |                         |          |                  |                                                      |                       |                           |                          |
| 40 | 224           | "Tuvix"                 | 49655.2  | Cliff Bole       | Andrew Shepard Price, Mark Gaberman & Kenneth Biller | 6 maj 1996            | 5 augusti 1999            | 5.0                      |
| Neelix och Tuvok sammanfogas till en och samma person på grund av en transporteringsolycka.                                                               |               |                         |          |                  |                                                      |                       |                           |                          |
| 41 | 225           | "Resolutions"           | 49690.1  | Alexander Singer | Jeri Taylor                                          | 13 maj 1996           | 12 augusti 1999           | 4.5                      |
| Janeway och Chakotay smittas av en sjukdom och tvingas därför att vara i karantän på en främmande planet.                                                 |               |                         |          |                  |                                                      |                       |                           |                          |
| 42 | 226           | "Basics (Del 1)"        | Okänt    | Winrich Kolbe    | Michael Piller                                       | 20 maj 1996           | 19 augusti 1999           | 4.9                      |
| Seska och kazonerna tar Voyager och lämnar besättningen på en primitiv planet.                                                                            |               |                         |          |                  |                                                      |                       |                           |                          |

### Säsong 3 (1996–97)
| Nr i serien | Nr i säsongen | Titel                 | Stardate     | Regissör                   | Manus                                                   | Originalvisning (USA)           | Originalvisning (Sverige) | Tittarsiffror (miljoner) |
| --- | ------------- | --------------------- | ------------ | -------------------------- | ------------------------------------------------------- | ------------------------------- | ------------------------- | ------------------------ |
| 43 | 301           | "Basics (Del 2)"      | 50023.4      | Winrich Kolbe              | Michael Piller                                          | 4 september 1996                | 2 september 1999          | 5.9                      |
| Besättningen måste lära sig överleva på den primitiva planeten samtidigt som Doktorn, Suder och Paris försöker få tillbaka kontrollen över Voyager. |               |                       |              |                            |                                                         |                                 |                           |                          |
| 44 | 302           | "Flashback"           | 50126.4      | David Livingston           | Brannon Braga                                           | 11 september 1996               | 9 september 1999          | 5.2                      |
| Tuvok upplever gamla minnen från sin tid på Excelsior som orsakar inre skador på honom. |               |                       |              |                            |                                                         |                                 |                           |                          |
| 45 | 303           | "The Chute"           | 50156.2      | Les Landau                 | Kenneth Biller & Clayvon C. Harris                      | 18 september 1996               | 16 september 1999         | 4.3                      |
| Tom Paris och Harry Kim tillfångatas och sätts i fängelse. |               |                       |              |                            |                                                         |                                 |                           |                          |
| 46 | 304           | "The Swarm"           | 50252.3      | Alexander Singer           | Mike Sussman                                            | 25 september 1996               | 23 september 1999         | 5.1                      |
| Voyager möter en svärm av skepp. |               |                       |              |                            |                                                         |                                 |                           |                          |
| 47 | 305           | "False profits"       | 50074.3      | Cliff Bole                 | Joe Menosky & George A. Brozak                          | 2 oktober 1996                  | 30 september 1999         | 4.3                      |
| Besättningen träffar på två ferengier som utger sig för att vara gudar. |               |                       |              |                            |                                                         |                                 |                           |                          |
| 48 | 306           | "Remember"            | 50203.1      | Winrich Kolbe              | Lisa Klink, Brannon Braga & Joe Menosky                 | 9 oktober 1996                  | 7 oktober 1999            | 4.7                      |
| B'Elanna Torres upplever intensiva sexuella drömmar som bara blir mer och mer kusliga. |               |                       |              |                            |                                                         |                                 |                           |                          |
| 49 | 307           | "Sacred Grounds"      | 50063.2      | Robert Duncan McNeill      | Lisa Klink & Geo Cameron                                | 30 oktober 1996                 | 4 maj 2000                | 4.6                      |
| Kes faller i koma efter att ha besökt en utomjordisk helig plats. |               |                       |              |                            |                                                         |                                 |                           |                          |
| 5051 | 308309        | "Future's end"        | Okänt50312.6 | David LivingstonCliff Bole | Brannon Braga & Joe Menosky                             | 6 november 199613 november 1996 | 11 maj 200018 maj 2000    | 5.65.8                   |
| Ett skepp från framtiden (2800-talet) orsakar en tidsparadox då den skickar Voyager tillbaka i tiden till 1900-talet. En entreprenör från den här tiden har lagt beslag på skeppet som gör det möjligt att resa i tiden. Janeway gör allt för att stoppa honom innan han orsakar skador i hennes tid. |               |                       |              |                            |                                                         |                                 |                           |                          |
| 52 | 310           | "Warlord"             | 50348.1      | David Livingston           | Lisa Klink, Andrew Shepard Price & Mark Gaberman        | 20 november 1996                | 25 maj 2000               | 4.7                      |
| Kes kontrolleras av en utomjordisk krigsherre. |               |                       |              |                            |                                                         |                                 |                           |                          |
| 53 | 311           | "The Q and the Grey"  | 50384.2      | Cliff Bole                 | Kenneth Biller & Shawn Piller                           | 27 november 1996                | 1 juni 2000               | 4.7                      |
| Q besöker Voyager och friar till Janeway samtidigt som krig bryter ut i Q-kontinuitet. |               |                       |              |                            |                                                         |                                 |                           |                          |
| 54 | 312           | "Macrocosm"           | 50425.1      | Alexander Singer           | Brannon Braga                                           | 11 december 1996                | 8 juni 2000               | 4.9                      |
| Voyager svarar på ett nödanrop från en gruvkoloni där en epidemi brutit ut. |               |                       |              |                            |                                                         |                                 |                           |                          |
| 55 | 313           | "Fair Trade"          | Okänt        | Jesús Salvador Treviño     | André Bormanis, Ronald Wilkerson & Jean Louise Matthias | 8 januari 1997                  | 15 juni 2000              | 4.2                      |
| Voyager närmar sig en handelsstation samtidigt som de lämnar den delen av rymden som Neelix känner till. |               |                       |              |                            |                                                         |                                 |                           |                          |
| 56 | 314           | "Alter Ego"           | 50460.3      | Robert Picardo             | Joe Menosky                                             | 15 januari 1997                 | 22 juni 2000              | 4.8                      |
| Tuvok upptäcker ett annorlunda hologram till holodäcket. |               |                       |              |                            |                                                         |                                 |                           |                          |
| 57 | 315           | "Coda"                | 50518.6      | Nancy Malone               | Jeri Taylor                                             | 29 januari 1997                 | 29 juni 2000              | 4.6                      |
| Janeway fångas i en tidsloop som varje gång slutar med att hon dör. |               |                       |              |                            |                                                         |                                 |                           |                          |
| 58 | 316           | "Blood Fever"         | 50537.2      | Andrew J. Robinson         | Lisa Klink                                              | 5 februari 1997                 | 6 juli 2000               | 4.6                      |
| Vorik smittar B'Elanna Torres med Pon farr. |               |                       |              |                            |                                                         |                                 |                           |                          |
| 59 | 317           | "Unity"               | 50614.2      | Robert Duncan McNeill      | Kenneth Biller                                          | 12 februari 1997                | 13 juli 2000              | 5.4                      |
| Voyager upptäcker ett öde borgskepp samtidigt som Chakotay hamnar mitt i en skottstrid då han svarar på ett nödanrop. |               |                       |              |                            |                                                         |                                 |                           |                          |
| 60 | 318           | "Darkling"            | 50693.2      | Alexander Singer           | Joe Menosky & Brannon Braga                             | 19 februari 1997                | 20 juli 2000              | 4.3                      |
| Doktorn försöker få med alla personligheter i sitt program vilket gör att en ond alternativ personlighet börjar utvecklas inom honom. |               |                       |              |                            |                                                         |                                 |                           |                          |
| 61 | 319           | "Rise"                | Okänt        | Robert Scheerer            | Brannon Braga & Jimmy Diggs                             | 26 februari 1997                | 27 juli 1999              | 4.6                      |
| Voyager försöker hjälpa en planet som har problem med asteroider. |               |                       |              |                            |                                                         |                                 |                           |                          |
| 62 | 320           | "Favorite Son"        | 50732.4      | Marvin V. Rush             | Lisa Klink                                              | 19 mars 1997                    | 3 augusti 2000            | 4.4                      |
| Harry Kim kontaktas av en planet där det nästan bara bor vackra kvinnor. |               |                       |              |                            |                                                         |                                 |                           |                          |
| 63 | 321           | "Before and After"    | 50973        | Allan Kroeker              | Kenneth Biller                                          | 9 april 1997                    | 10 augusti 2000           | 4.5                      |
| Strax innan Kes dör i framtiden börjar hon färdas tillbaka i tiden. |               |                       |              |                            |                                                         |                                 |                           |                          |
| 64 | 322           | "Real Life"           | 50683.2      | Anson Williams             | Jeri Taylor & Harry Doc. Kloor                          | 23 april 1997                   | 17 augusti 2000           | 4.4                      |
| Doktorn skapar en familj på holodäcket. |               |                       |              |                            |                                                         |                                 |                           |                          |
| 65 | 323           | "Distant Origin"      | Okänt        | David Livingston           | Brannon Braga & Joe Menosky                             | 30 april 1997                   | 24 augusti 2000           | 4.4                      |
| En avancerad utomjordisk ras upptäcker var de härstammar ifrån. |               |                       |              |                            |                                                         |                                 |                           |                          |
| 66 | 324           | "Displaced"           | 50912.4      | Allan Kroeker              | Lisa Klink                                              | 7 maj 1997                      | 7 september 2000          | 4.0                      |
| Besättningsmedlemmarna ersätts en efter en av en utomjordisk ras. |               |                       |              |                            |                                                         |                                 |                           |                          |
| 67 | 325           | "Worst Case Scenario" | 50953.4      | Alexander Singer           | Kenneth Biller                                          | 14 maj 1997                     | 31 augusti 2000           | 4.7                      |
| B'Elanna Torres upptäcker ett program till holodäcket där Chakotay och maquiserna gör uppror mot Kathryn Janeway. |               |                       |              |                            |                                                         |                                 |                           |                          |
| 68 | 326           | "Scorpion (Del 1)"    | 50984.3      | David Livingston           | Brannon Braga & Joe Menosky                             | 21 maj 1997                     | 1 januari 2001            | 5.6                      |
| Voyager tvingas åka genom ett område av rymden som kontrolleras av Borgerna. |               |                       |              |                            |                                                         |                                 |                           |                          |

### Säsong 4 (1997–98)
| Nr i serien | Nr i säsongen | Titel                 | Stardate       | Regissör                | Manus                                                          | Originalvisning                 | Prod. kod          | Tittarsiffror (miljoner) |
| --- | ------------- | --------------------- | -------------- | ----------------------- | -------------------------------------------------------------- | ------------------------------- | ------------------ | ------------------------ |
| 69 | 1             | "Scorpion (Del 2)"    | 51003.7        | Winrich Kolbe           | Brannon Braga & Joe Menosky                                    | 3 september 1997                | 40840-169          | 6.5                      |
| Janeway och Tuvok ingår en pakt med Borgerna och möter Seven of Nine samtidigt som de försöker få fram ett vapen mot Species 8472 i utbyte mot säker passage genom Borg territorium. |               |                       |                |                         |                                                                |                                 |                    |                          |
| 70 | 2             | "The Gift"            | 51008          | Anson Williams          | Joe Menosky                                                    | 10 september 1997               | 40840-170          | 5.6                      |
| 71 | 3             | "Day of Honor"        | Okänt          | Jesús Salvador Treviño  | Jeri Taylor                                                    | 17 september 1997               | 40840-172          | 4.5                      |
| 72 | 4             | "Nemesis"             | 51082.4        | Alexander Singer        | Kenneth Biller                                                 | 24 september 1997               | 40840-171          | 4.5                      |
| 73 | 5             | "Revulsion"           | 51186.2        | Kenneth Biller          | Lisa Klink                                                     | 1 oktober 1997                  | 40840-173          | 5.0                      |
| 74 | 6             | "The Raven"           | Okänt          | LeVar Burton            | Bryan Fuller & Harry 'Doc' Kloor                               | 8 oktober 1997                  | 40840-174          | 4.8                      |
| 75 | 7             | "Scientific Method"   | 51244.3        | David Livingston        | Lisa Klink, Sherry Klein & Harry 'Doc' Kloor                   | 29 oktober 1997                 | 40840-175          | 4.6                      |
| 7677 | 89            | "Year of Hell"        | 51268.451425.4 | Allan KroekerMike Vejar | Brannon Braga & Joe Menosky                                    | 5 november 199712 november 1997 | 40840-17640840-177 | 4.75.2                   |
| Voyager bygger ett nytt Astrometrics Lab, som med kartor och ny kurs leder dem ivägen för ett Krenim temporärskepp som kan radera ut saker ur historien. Ett väldigt skadat Voyager gömmer sig senare i en nebulosa samtidigt som man försöker reparera skeppet. Samtidigt föreslår Krenim kommendören en kompromiss till Chakotay och Paris. |               |                       |                |                         |                                                                |                                 |                    |                          |
| 78 | 10            | "Random Thoughts"     | 51367.2        | Alexander Singer        | Kenneth Biller                                                 | 19 november 1997                | 40840-178          | 4.4                      |
| 79 | 11            | "Concerning Flight"   | 51386.4        | Jesús Salvador Treviño  | Jimmy Diggs & Joe Menosky                                      | 26 november 1997                | 40840-179          | 4.1                      |
| 80 | 12            | "Mortal Coil"         | 51449.2        | Allan Kroeker           | Bryan Fuller                                                   | 17 december 1997                | 40840-180          | 3.9                      |
| 81 | 13            | "Waking Moments"      | 51471.3        | Alexander Singer        | André Bormanis                                                 | 14 januari 1998                 | 40840-182          | 3.7                      |
| 82 | 14            | "Message in a Bottle" | 51462          | Nancy Malone            | Lisa Klink & Rick Williams                                     | 21 januari 1998                 | 40840-181          | 4.2                      |
| 83 | 15            | "Hunters"             | 51501.4        | David Livingston        | Jeri Taylor                                                    | 11 februari 1998                | 40840-183          | 3.8                      |
| 84 | 16            | "Prey"                | 51652.3        | Allan Eastman           | Brannon Braga                                                  | 18 februari 1998                | 40840-184          | 3.8                      |
| 85 | 17            | "Retrospect"          | 51658.2        | Jesús Salvador Treviño  | Bryan Fuller, Lisa Klink, Andrew Shepard Price & Mark Gaberman | 25 februari 1998                | 40840-185          | 4.2                      |
| 8687 | 1819          | "The Killing Game"    | 51715.2        | David Livingston        | Brannon Braga & Joe Menosky                                    | 4 mars 1998                     | 40840-18640840-824 | 4.3                      |
| 88 | 20            | "Vis à Vis"           | 51762.4        | Jesús Salvador Treviño  | Robert J. Doherty                                              | 8 april 1998                    | 40840-188          | 3.1                      |
| 89 | 21            | "The Omega Directive" | 51781.2        | Victor Lobl             | Lisa Klink, Jimmy Diggs & Steve J. Kay                         | 15 april 1998                   | 40840-189          | 3.7                      |
| 90 | 22            | "Unforgettable"       | 51813.4        | Andrew Robinson         | Greg Elliot & Michael Perricone                                | 22 april 1998                   | 40840-190          | 3.4                      |
| 91 | 23            | "Living Witness"      | Okänt          | Tim Russ                | Bryan Fuller, Brannon Braga & Joe Menosky                      | 29 april 1998                   | 40840-191          | 3.9                      |
| 92 | 24            | "Demon"               | Okänt          | Anson Williams          | Kenneth Biller & André Bormanis                                | 6 maj 1998                      | 40840-192          | 3.8                      |
| 93 | 25            | "One"                 | 51929.3        | Kenneth Biller          | Jeri Taylor                                                    | 13 maj 1998                     | 40840-193          | 3.9                      |
| 94 | 26            | "Hope and Fear"       | 51978.2        | Winrich Kolbe           | Rick Berman, Brannon Braga & Joe Menosky                       | 20 maj 1998                     | 40840-194          | 4.1                      |

### Fotnoter
1. ↑  ”Star Trek: Voyager” (på engelska). TV.Com. http://www.tv.com/shows/star-trek-voyager/. Läst 26 januari 2017.
2. 1 2 3 4 5 6 7 8 9 10 11 12 13 14 15  ”[VOY Season 1”]. TrekNation. Arkiverad från originalet den 8 februari 2001. https://web.archive.org/web/20010208200956/http://www.treknation.com/nielsens/voy/season1.shtml. Läst 14 april 2018.
3. 1 2 3 4 5 6 7 8 9 10 11 12 13 14 15 16 17 18 19 20 21 22 23 24 25 26  ”[VOY Season 2”]. TrekNation. Arkiverad från originalet den 8 februari 2001. https://web.archive.org/web/20010208200956/http://www.treknation.com/nielsens/voy/season2.shtml. Läst 14 april 2018.
4. 1 2 3 4 5 6 7 8 9 10 11 12 13 14 15 16 17 18 19 20 21 22 23 24 25 26  ”[VOY Season 3”]. TrekNation. Arkiverad från originalet den 8 februari 2001. https://web.archive.org/web/20010208200956/http://www.treknation.com/nielsens/voy/season3.shtml. Läst 14 april 2018.
5. 1 2 3 4 5 6 7 8 9 10 11 12 13 14 15 16 17 18 19 20 21 22 23 24 25 26  ”Season 4 ratings”. TrekNation. Arkiverad från originalet den 12 december 2000. https://web.archive.org/web/20001212221700/http://treknation.com/nielsens/voy/season4.shtml. Läst 14 april 2018.